# Richard Martínez
Richard Andrew Martínez (Highland, 2 aprile 1989) è un ex calciatore statunitense naturalizzato portoricano, di ruolo difensore.